# ROCシャルルロワ＝マルシェンヌ
ロイヤル・オリンピック・クラブ・ドゥ・シャルルロワ＝マルシェンヌ（フランス語: Royal Olympic Club de Charleroi-Marchienne）は、ベルギー・シャルルロワにホームを置くサッカークラブである。オリンピック・シャルルロワまたはROCCMとも呼ばれている。

## 歴史
1911年にオリンピック・クラブ・ドゥ・シャルルロワ（Olympic Club de Charleroi）として創設される。クラブは翌年にベルギーサッカー協会に登録し、登録番号246を受けた。1937年にロイヤル・オリンピック・クラブ・ドゥ・シャルルロワ（Royal Olympic Club de Charleroi）に改名した。1972年から1982年までの間はロイヤル・オリンピック・クラブ・ドゥ・モンティニー＝スル＝サンブル（Royal Olympic Club de Montignies-sur-Sambre）に改名されていた。2000年にRAマルシェンヌ（Royale Association Marchiennoise des Sports）と合併し、ロイヤル・オリンピック・クラブ・ドゥ・シャルルロワから現在の名前に改めた。
1936-37シーズンに初めて2部リーグに参加し、シャルルロワ近隣にあるライバルクラブのUSサントルに勝ち点8差をつけて優勝した。 1963年までは、1955-56シーズンを除き一貫して1部リーグに所属しており、1947-48シーズンにはライバルのシャルルロワSCも同じレベルでプレーした。オリンピックは1939年に3位、1947年に2位となった。その後は、1967-68シーズンと1974-75シーズンのみ1部リーグに復帰した。1981年にオリンピックは3部リーグに降格した。

## 歴代所属選手
GK
- 林彰洋

MF
- ジャン＝マルク・ボスマン
- シュテファン・コヴァチ